# 石川県立町野高等学校
石川県立町野高等学校（いしかわけんりつ まちのこうとうがっこう、英: Ishikawa Prefectural Machino High School）は、かつて石川県輪島市町野町曽々木にあった公立の高等学校。1999年（平成11年）5月の石川県高校再編整備計画により、石川県立柳田農業高等学校と統合して石川県立能登青翔高等学校となり、2004年（平成16年）3月末に閉校した。

## 設置学科
- 普通科（2年次から一般教養、進学の2コースに分かれる）

## 教育方針

### 教育目標
自ら学ぶ意欲と豊かな心をもち、社会の変化に主体的に対応できる、知・徳・体の調和のとれた人間を育成する。

### 教育方針
1. 学習意欲を喚起し、学力の向上をめざす。
2. 基本的生活習慣を確立し、将来有為な人材を育成する。
3. 目的意識を養い、進路達成にとり組ませる。
4. 生徒会・部活動を振興し、健全育成をはかる。

## 沿革
- 1942年（昭和17年）4月1日 - 町野町立町野女子補習学校を前身とする町立実科高等女学校設立。
- 1948年（昭和23年）
  - 6月1日 - 町野町立高等女学校は石川県立柳田高等学校に合併。
  - 8月11日 - 石川県立柳田農業高等学校町野分校（定時制課程2年制）となる。
- 1964年（昭和39年）4月1日 - 石川県立柳田農業高等学校町野教場（全日制普通科）となる。
- 1967年（昭和42年）4月1日 - 石川県立輪島高等学校町野分校となる。
- 1970年（昭和45年）6月22日 - 校舎着工、地鎮祭、起工式。
- 1971年（昭和46年）3月18日 - 輪島市町野町曽々木に新校舎竣工、移転。
- 1972年（昭和47年）
  - 4月1日 - 石川県立町野高等学校として独立。
  - 6月28日 - 校歌制定、披露式（創立記念日）。
  - 9月6日 - 開校式記念式、校旗樹立。
- 1974年（昭和49年）3月29日 - 特別教室棟竣工。
- 1978年（昭和53年）
  - 7月31日 - 野球バックネット完成。
  - 11月22日 - 特別教室棟増設工事着工。
- 1979年（昭和54年）8月30日 - 特別教室棟完成。
- 1981年（昭和56年）3月3日 - 第2体育館建設工事着工。
- 1983年（昭和58年）11月1日 - 格技場着工。
- 1984年（昭和59年）6月30日 - 格技場竣工。
- 1995年（平成7年）3月27日 - 部室棟（7棟）竣工。
- 2002年（平成14年）4月1日 - 石川県立柳田農業高等学校との統合により募集停止。
- 2004年（平成16年）3月31日 - 閉校。

## 部活動
- 運動部 - 水球、野球、サッカー、テニス（男・女）、卓球、バレーボール（女）、剣道
- 文化部 - 写真、茶道、華道、学校家庭、科学

## 校歌
作詞：福久清一、作曲：今井松雄

## 所在地
〒929-0206 石川県輪島市町野町曽々木ス部1番地

## その他
惜しくも出場とはならなかったが、2001年（平成13年）の第73回選抜高等学校野球大会では北信越地区の21世紀枠代表推薦校に選出される。
2002年（平成14年）4月に町野高等学校と柳田農業高等学校が統合して新設された能登青翔高等学校も生徒数減少により、2009年（平成21年）4月に石川県立能都北辰高等学校と再統合して新たに石川県立能登高等学校となり、能登青翔高等学校は2011年（平成23年）3月末に閉校した。
町野高校の校舎は2014年（平成26年）に解体されている。

## 著名な出身者
野球
- 谷口邦幸 - 元プロ野球選手（横浜ベイスターズ）